# Palaina dimorpha
Palaina dimorpha је пуж из реда Architaenioglossa и фамилије Diplommatinidae. 

## Угроженост
Подаци о распрострањености ове врсте су недовољни.

## Распрострањење
Палау је једино познато природно станиште врсте.

## Станиште
Врста Palaina dimorpha има станиште на копну.